# Ли Гир Сен
Ли Гир Сен, другой вариант — Ли Гирсен (1899 год, Приморская область, Российская империя — 10 мая 1962 года, Верхне-Чирчикский район, Ташкентская область, Узбекская ССР) — звеньевой колхоза «Полярная звезда» Средне-Чирчикского района Ташкентской области, Узбекская ССР. Герой Социалистического Труда (1951).

## Биография
Родился в 1899 году в крестьянской семье в одном из сельских населённых пунктов Приморской области.
В 1937 году депортирован на спецпоселение в Ташкентскую область Узбекской ССР. Трудился рядовым колхозником, звеньевым полеводческой бригады в колхозе «Полярная звезда» Средне-Чирчикского района.
В 1951 году звено Ли Гир Сена получило в среднем с каждого гектара по 108,3 центнера сена многолетних трав на участке площадью 30,1 гектара. Указом Президиума Верховного Совета СССР от 1 ноября 1951 года удостоен звания Героя Социалистического Труда с вручением ордена Ленина и золотой медали «Серп и Молот».
С 1962 года — сторож на бахчевом участке колхоза «Политотдел» Верхне-Чирчикского района.
Умер в мае 1962 года. Похоронен на кладбище бывшего колхоза «Политотдел» Верхне-Чирчикского района.
Награды
- Герой Социалистического Труда
- Орден Ленина
- Орден Трудового Красного Знамени (1950)
- Медаль «За доблестный труд в Великой Отечественной войне 1941—1945 гг.»